# Nikola Ivanović (svećenik)
Nikola Ivanović (Imotski, 10. rujna 1835. − Split, 1925.) je bio hrvatski katolički svećenik, srednjoškolski profesor, kulturni djelatnik i hrvatski preporoditelj.

## Životopis
Rodio se je u Imotskom. U Beču je studirao slavistiku i klasičnu filologiju. Predavao je u splitskoj Klasičnoj gimnaziji, na kojoj je poslije bio i ravnatelj. Bio je profesor Vladimiru Nazoru, koji je poslije opisao u jednoj svojoj noveli. Z. Mužinić je 1984. u Zborniku o Hrvatskom narodnom preporodu u Splitu opisao doprinos Nikole Ivanovića, borca za hrvatski jezik u Velikoj gimnaziji.